# Monumentalisme ukrainien
Le monumentalisme ukrainien ou rénovation byzantine est un mouvement pictural moderniste d'avant-garde ukrainien s'inscrivant dans le mouvement plus général du monumentalisme (en) qui a principalement cours pendant la première moitié du XXe siècle, et reliant le classicisme et le néo-classicisme.
Le mouvement est porté en Ukraine par Mykhaïlo Boïtchouk dans son école, et est développé par lui-même, Ivan Padalka (en) et Vassyl Sedliar à partir de 1918.
Apparu dans un contexte de nouvelle indépendance de l'Ukraine, le monumentalisme s'inscrit dans des mouvements d'avant-garde reflétant la résurgence des traditions nationales du pays, consistant en un mélange de peinture byzantine et pré-Renaissance ukrainienne.
Ces mouvements modernistes disparaissent rapidement, à la suite des Grandes Purges dans les années 1930, quand le régime soviétique impose le réalisme socialiste comme seul style autorisé.